# Musée Barthélemy-Thimonnier
Le musée Barthélemy-Thimonnier est un musée situé à Amplepuis, dans le département du Rhône et la région Auvergne-Rhône-Alpes. Il présente deux collections : les machines à coudre et les cycles.

## Historique

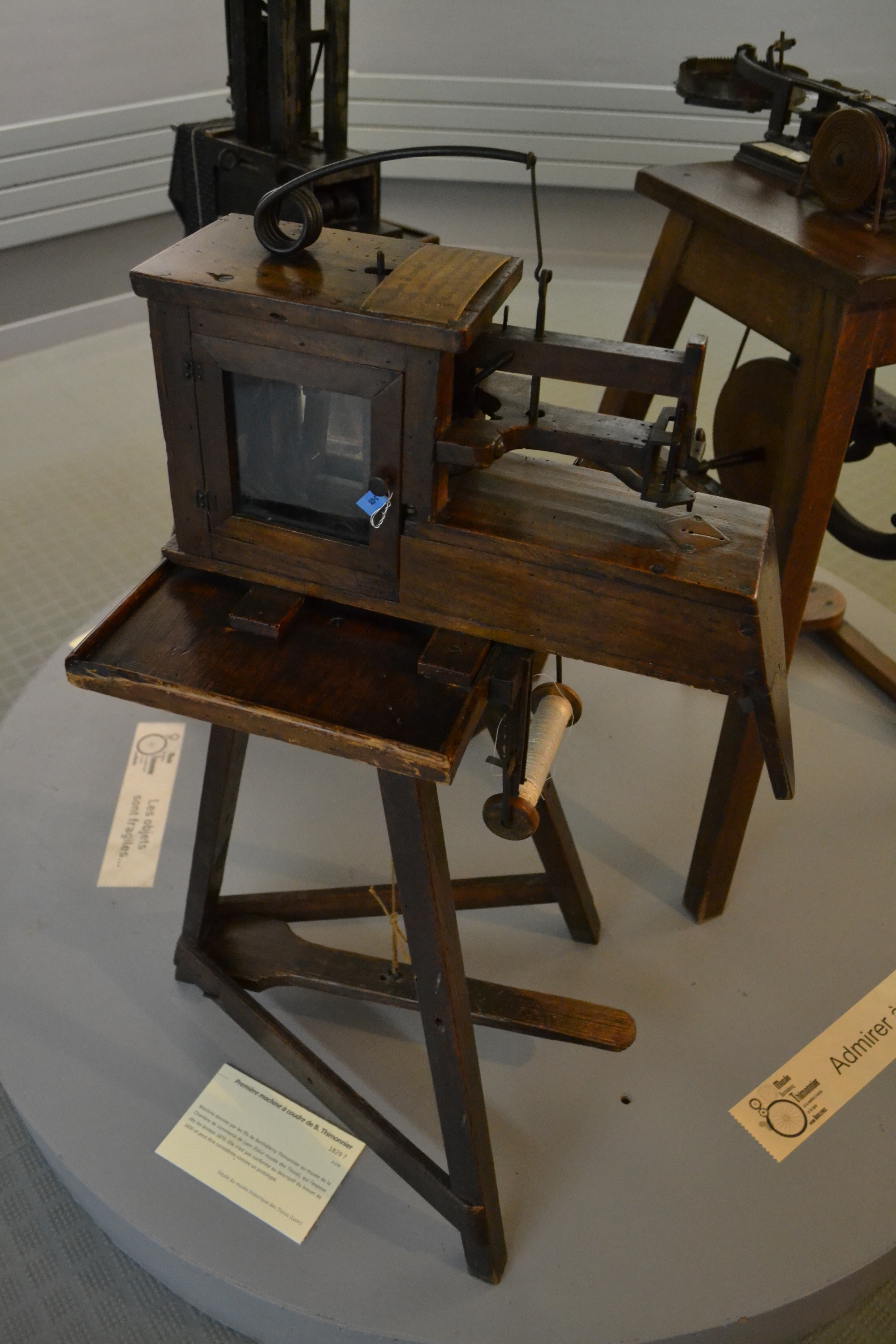
Première machine à coudre de B. Thimonnier, vers 1829.

En 1977, une soixantaine de machines à coudre et la maison de l'inventeur Barthélemy Thimonnier sont achetées par la commune d'Amplepuis. Dans cette maison restaurée, un premier musée est installé avec une exposition permanente, visitable seulement le vendredi après-midi. Le musée s'installe ensuite dans l'ancien hôpital où il ouvre ses portes le 26 octobre 1985.
En 1988, Henri et Renée Malartre donnent à la commune une collection de cycles sous condition de les mettre à la disposition du musée. L'établissement devient alors musée de la machine à coudre et des cycles. Il est labellisé musée de France en 2005.

## Collections
Barthélemy Thimonnier, habitant d'Amplepuis, est l'inventeur de la machine à coudre. Le musée présente son métier à coudre breveté en 1830 ainsi que des machines à coudre de toutes marques jusqu'aux ordinateurs actuels.

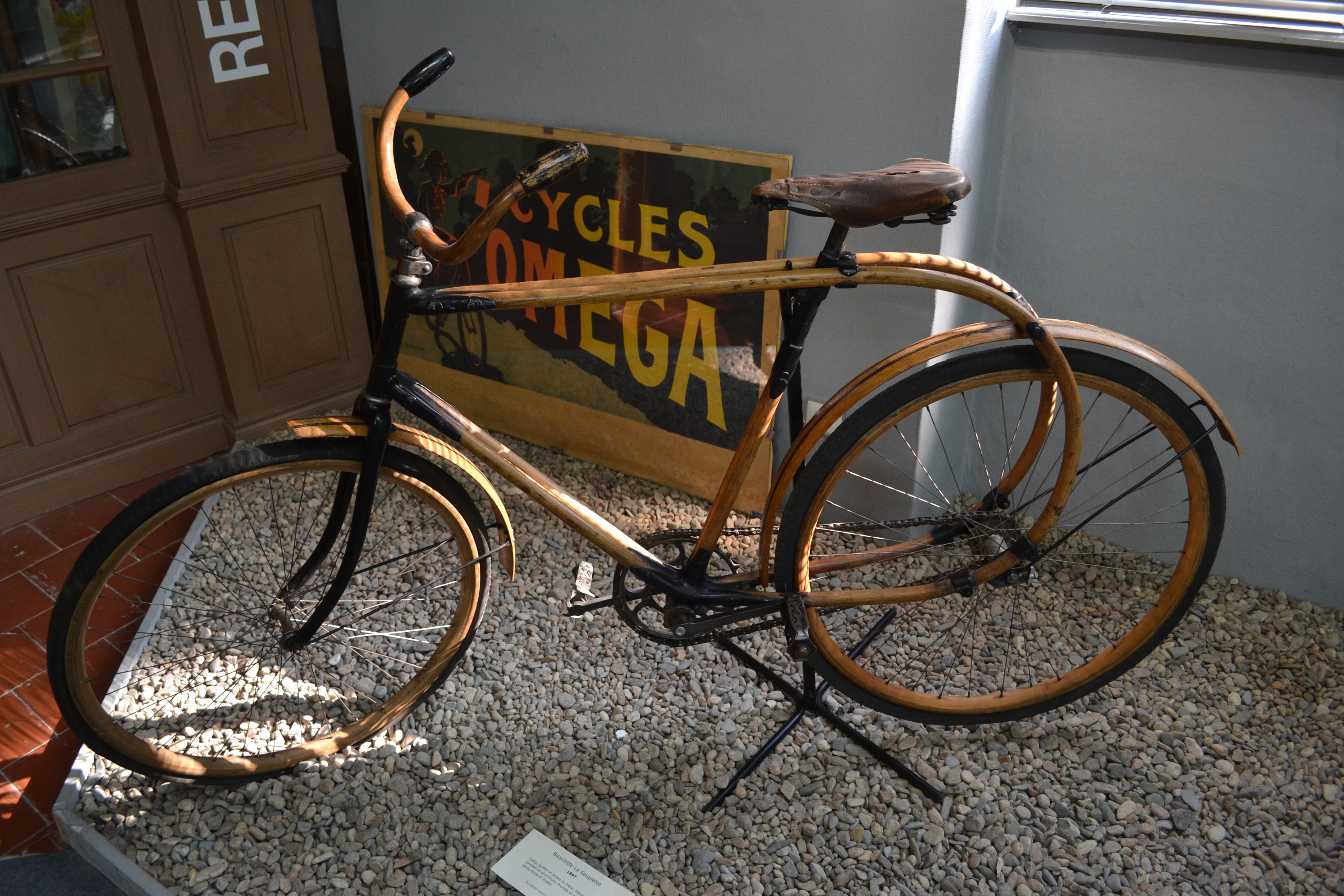
La Souplette, un modèle de 1897 en bois courbé.

Le musée possède et expose également une collection de cycles qui retrace l'histoire du vélo depuis la draisienne de 1818 jusqu'à aujourd'hui en passant par le vélo de Bernard Hinault. A travers des machines et des affiches, il montre comment le vélo s'est immiscé dans nos vies que ce soit pour la promenade, pour faire du sport ou pour travailler.

## Le bâtiment
Le musée se situe dans l'ancien hôpital d'Amplepuis qui comporte une chapelle datée de 1875-1876. 

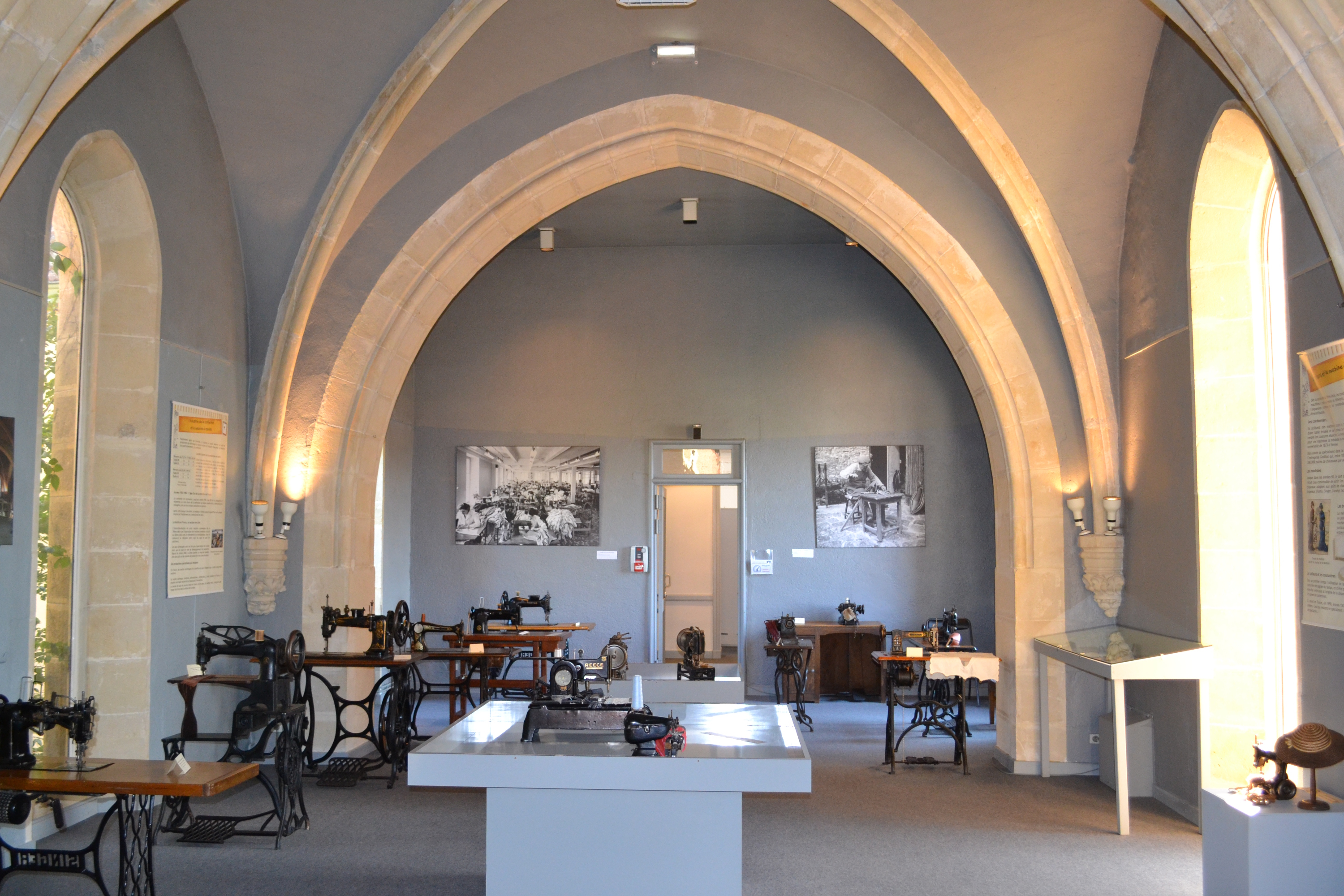
Vue d'une partie du premier étage.

C'est l'architecte Étienne Paszkowicz qui a réalisé cette chapelle en remplacement d'un oratoire construit lors de la fondation de l'hospice en 1819 par le curé Terraillon. Elle est construite en pierre de granite noir dans un style néo-gothique.
En 1985, à l'installation du musée Thimonnier, pour ne pas abîmer les murs, une mezzanine auto-portée a été construite.